# Catharina Kottmeier
Catharina Kottmeier (* 1967) ist eine deutsche Schauspielerin und Hörspielsprecherin.

## Leben
Nach dem Abitur studierte Catharina Kottmeier drei Jahre lang Soziologie und Politik und reiste sieben Monate durch Lateinamerika. Ihre schauspielerische Ausbildung erhielt sie von 1992 bis 1995 an der Hamburger Schauspielschule Bühnenstudio. Danach war sie an verschiedenen Bühnen der Hansestadt zu sehen, auf Kampnagel, am St. Pauli-Theater und in den Zeisehallen. Drei Jahre gehörte sie darüber hinaus dem Ensemble der Rostocker Compagnie du Comédie an. Ende der 1990er-Jahre begleitete sie die Volksschauspielerin Heidi Kabel auf deren Abschiedstournee in dem Stück Mein ehrlicher Tag.
Seit der Spielzeit 2004/05 ist Kottmeier Ensemblemitglied des Theaters Baden-Baden, wo sie bislang in zahlreichen Stücken auf der Bühne stand, unter anderem in Dantons Tod von Georg Büchner, Nathan der Weise von Gotthold Ephraim Lessing, in Johann Nestroys Talisman oder den Tschechow-Stücken Drei Schwestern und Der Kirschgarten.
Kottmeier arbeitet gelegentlich auch für Fernsehen und Hörfunk. Neben zwei Folgen der Fernsehserie Bloch ist sie seit 2015 bei den Fallers in der Rolle der Evelyn Riedle zu sehen. Im Hörfunk wirkte sie neben anderen Produktionen in dem Radio-Tatort Sterben kann jeder mit, ferner in verschiedenen Episoden der kommerziellen Hörspielreihe Peter Lundt.
Catharina Kottmeier lebt in Baden-Baden.

## Filmografie (Auswahl)
- 2009: Bloch – Die Geisel
- 2009: Bloch – Verfolgt
- 2014: Glückskind
- 2015: Tatort – Preis des Lebens
- seit 2015: Die Fallers – Die SWR Schwarzwaldserie (als Evelyn Riedle)

## Hörspiele (Auswahl)
- 2007: Pushin' too hard – Autor: Axel Koch – Regie: Iris Drögekamp und Benno Schurr
- 2008: Hier – Autor: Carsten Brandau – Regie: Iris Drögekamp
- 2008: Shaft und der Karneval der Killer – Autor: Ernest Tidyman – Regie: Leonhard Koppelmann
- 2009: Die Nacht der Raben – Autorin: Ann Cleeves – Regie: Mark Ginzler
- 2009: Vom Glanz einer Perle – Autorin: Sandra Kellein – Regie: Tobias Krebs
- 2011: Nachtbrenner – Autorin: Myra Çakan – Regie: Alexander Schuhmacher
- 2012: Einmal – Autor: Morris Gleitzman – Regie: Tobias Krebs
- 2012: Ida, Paul und die fiesen Riesen aus der Dritten – Autor: Mikael Engström – Regie: Mark Ginzler
- 2013: That I Should Rise. Und sollt' ich geh'n – Autorin: A. L. Kennedy – Regie: Ulrich Lampen
- 2016: Radio-Tatort: Sterben kann jeder – Autor: Hugo Rendler – Regie: Mark Ginzler

## Hörfunk-Features / -Dokumentationen
- 2010: Otze – Vom Leben und Sterben eines deutschen Punkidols – Autor: Thomas Gaevert – SWR2 Dschungel, 30 Min.